# Liste der Kulturdenkmäler in Bad Orb
Die folgende Liste enthält die in der Denkmaltopographie ausgewiesenen Kulturdenkmäler auf dem Gebiet  der  Stadt Bad Orb, Main-Kinzig-Kreis, Hessen.
Hinweis: Die Reihenfolge der Denkmäler in dieser Liste orientiert sich zunächst an Stadtteilen und anschließend der Anschrift, alternativ ist sie auch nach der Bezeichnung, der vom Landesamt für Denkmalpflege vergebenen Nummer oder der Bauzeit sortierbar.
Kulturdenkmäler werden fortlaufend im Denkmalverzeichnis des Landes Hessen durch das Landesamt für Denkmalpflege Hessen auf Basis des Hessischen Denkmalschutzgesetzes (HDSchG) geführt. Die Schutzwürdigkeit eines Kulturdenkmals hängt nicht von der Eintragung in das Denkmalverzeichnis des Landes Hessen oder der Veröffentlichung in der Denkmaltopographie ab.

Das Vorhandensein oder Fehlen eines Objekts in dieser Liste ist keine rechtsverbindliche Auskunft darüber, ob es Kulturdenkmal ist oder nicht: Diese Liste entspricht möglicherweise nicht dem aktuellen Stand der offiziellen Denkmaltopographie. Diese ist für Hessen in den entsprechenden Bänden der Denkmaltopographie Bundesrepublik Deutschland und im Internet unter DenkXweb – Kulturdenkmäler in Hessen einsehbar. Auch diese Quellen sind, obwohl sie durch das Landesamt für Denkmalpflege Hessen aktualisiert werden, nicht immer aktuell, da es im Denkmalbestand immer wieder Änderungen gibt.
Eine verbindliche Auskunft erteilt allein das Landesamt für Denkmalpflege Hessen.
Nutze diese Kartenansicht, um Koordinaten in der Liste zu setzen. In dieser Kartenansicht sind Kulturdenkmale ohne Koordinaten mit einem roten bzw. orangen Marker dargestellt und können in der Karte gesetzt werden. Kulturdenkmale ohne Bild sind mit einem blauen bzw. roten Marker gekennzeichnet, Kulturdenkmale mit Bild mit einem grünen bzw. orangen Marker.

## Gesamtanlagen
| Bild                                | Bezeichnung                         | Lage | Beschreibung | Bauzeit | Objekt-Nr. |
| ----------------------------------- | ----------------------------------- | --- | ------------ | ------- | ---------- |
| Bild gesucht BW                     | Gesamtanlage I Altstadt             | Die Stadtmauer, Alte Spitalstraße, Enggasse, Freihof, Gretenbachstraße, Gutenbergstraße, Hauptstraße, Heppengasse, Jössertorstraße, Kanalstraße, Kerbeswinkel, Kirchgasse, Marktplatz, Obertorstraße, Pfarrgasse, Quellenring, Raiffeisenstraße, Schwedengasse, Solgasse, Solplatz Lage |              |         | 127861 DDB |
| Bild gesucht BW                     | Gesamtanlage II Kurparkviertel      | Jahnstraße, Kurparkstraße, Kurpark, Ludwig-Schmanck-Straße, Salinenstraße, Sauerbornstraße, Spessartstraße, Würzburger Straße Lage |              |         | 129330 DDB |
| Gesamtanlage III Burgstraße/Bahnhof | Gesamtanlage III Burgstraße/Bahnhof | Austraße, Bahnhofstraße, Burgstraße Lage |              |         | 129331 DDB |
| Bild gesucht BW                     | Gesamtanlage IV Ludwigsvorstadt     | Faulhaberstraße, Ludwigstraße, Sauerstraße Lage |              |         | 129332 DDB |

## Kulturdenkmäler
| Bild                                                                           | Bezeichnung                                                                    | Lage | Beschreibung                                                                       | Bauzeit | Objekt-Nr. |
| ------------------------------------------------------------------------------ | ------------------------------------------------------------------------------ | --- | ---------------------------------------------------------------------------------- | --- | ---------- |
| Bild gesucht BW                                                                | Sachgesamtheit alte Hofanlage Altenburg                                        | Altenburg LageFlur: 27, Flurstück: 17/1, 17/2, 17/3 |                                                                                    | | 127801 DDB |
| weitere Bilder                                                                 | Wendelinusbrunnen                                                              | Am Wendelinusbrunnen LageFlur: 5, Flurstück: 1/2 |                                                                                    | Um 1800 | 127802 DDB |
| weitere Bilder                                                                 | Ehemaliges Wirtshaus „Zum goldenen Rad“                                        | Am Wendelinusbrunnen 2 LageFlur: 5, Flurstück: 73 |                                                                                    | 1655 | 129203 DDB |
|                                                                                |                                                                                | Am Wendelinusbrunnen 4, Wendelinusstraße 13, Wendelinusstraße 11 LageFlur: 5, Flurstück: 74, 78/1, 81/1 |                                                                                    | | 736614 DDB |
| Sogenanntes Wilhelminenhaus                                                    | Sogenanntes Wilhelminenhaus                                                    | An der Heppenmauer 3, An der Heppenmauer 5 LageFlur: 68, Flurstück: 123/4, 123/6 |                                                                                    | | 129312 DDB |
| Aumühle                                                                        | Aumühle                                                                        | Aumühle, Obere Au LageFlur: 32, Flurstück: 118/1, 9/1 |                                                                                    | Um 1800 | 129316 DDB |
| weitere Bilder                                                                 | Lokschuppen                                                                    | Austraße LageFlur: 34, Flurstück: 10 |                                                                                    | 1900 | 129205 DDB |
| Sachgesamtheit Bahnhof                                                         | Sachgesamtheit Bahnhof                                                         | Bahnhofstraße 1, Austraße, Bahnhofstraße LageFlur: 2, 34, Flurstück: 64/2, 10/2, 11/3 |                                                                                    | 1925/26 | 127803 DDB |
| weitere Bilder                                                                 |                                                                                | Bahnhofstraße 12 LageFlur: 68, Flurstück: 15 |                                                                                    | Um 1900 | 127804 DDB |
| weitere Bilder                                                                 | Villa Augusta                                                                  | Bahnhofstraße 14 LageFlur: 68, Flurstück: 346 |                                                                                    | | 129206 DDB |
| weitere Bilder                                                                 | Sachgesamtheit Stadtbefestigung                                                | Burgring, Würzburger Straße, Hauptstraße 70, Gutenbergstraße, Burgring 2 LageFlur: 1, 3, 4, Flurstück: 115, 13, 16, 17, 14, 27, 333, 337, 8                                                                                                   |                                                                                    | | 129305 DDB |
| Friedhof                                                                       | Friedhof                                                                       | Burgring LageFlur: 3, Flurstück: 12/2 |                                                                                    | 1774 | 127807 DDB |
| Trauerhalle                                                                    | Trauerhalle                                                                    | Burgring LageFlur: 3, Flurstück: 12/2 |                                                                                    | 1967–69 | 127807 DDB |
| Kreuzigungsgruppe                                                              | Kreuzigungsgruppe                                                              | Burgring Flur: 3, Flurstück: 12/2 |                                                                                    | 1844 | 127807 DDB |
| Grabstätte der Familie Adt                                                     | Grabstätte der Familie Adt                                                     | Burgring LageFlur: 3, Flurstück: 12/2 | Unter anderem ist Hans Adt hier begraben, siehe auch Pappmachédynastie Adt         | Um 1920 | 127807 DDB |
| weitere Bilder                                                                 | Grabstätte der Familie Freund                                                  | Burgring LageFlur: 3, Flurstück: 12/2 |                                                                                    | Um 1897 | 127807 DDB |
| Direkt Bild zu diesem Denkmal hochladen                                        | Grabstätte der Familie Harnischfeger                                           | Burgring Flur: 3, Flurstück: 12/2 |                                                                                    | 1866 | 127807 DDB |
| Direkt Bild zu diesem Denkmal hochladen                                        | Grabstätte Huller                                                              | Burgring Flur: 3, Flurstück: 12/2 |                                                                                    | | 127807 DDB |
| weitere Bilder                                                                 | Grabstätte des Pfarrers Johannes Baptist Quanz                                 | Burgring LageFlur: 3, Flurstück: 12/2 |                                                                                    | 1822 | 127807 DDB |
| Grabstätte der Familie Röder                                                   | Grabstätte der Familie Röder                                                   | Burgring Flur: 3, Flurstück: 12/2 |                                                                                    | Um 1912 | 127807 DDB |
| Grabstätte des Apothekers Sigismund Siebert und seiner Ehefrau Therese         | Grabstätte des Apothekers Sigismund Siebert und seiner Ehefrau Therese         | Friedhof LageFlur: 3, Flurstück: 12/2 |                                                                                    | 19. Jahrhundert                                                                                                   | 127807 DDB |
| Ehemaliges Badehotel Schneeweiß & Müller                                       | Ehemaliges Badehotel Schneeweiß & Müller                                       | Burgring 2 LageFlur: 4, Flurstück: 332 |                                                                                    | 1894/5 | 129207 DDB |
| weitere Bilder                                                                 | Martinusschule                                                                 | Burgring 9 LageFlur: 12, Flurstück: 467/2 |                                                                                    | 1908–1910 | 127805 DDB |
| weitere Bilder                                                                 | Ehemalige Fischborner Burg                                                     | Burgring 10, Burgring 10a LageFlur: 3, Flurstück: 108, 109/2 |                                                                                    | Um 1750 |            |
| weitere Bilder                                                                 | Katholische Kirche St. Martin mit Ummauerung und Treppenanlage                 | Burgring 12 LageFlur: 3, Flurstück: 15 |                                                                                    | 14. Jahrhundert                                                                                                   | 129209 DDB |
| weitere Bilder                                                                 |                                                                                | Burgring 13 LageFlur: 12, Flurstück: 458 |                                                                                    | Um 1900 | 129212 DDB |
| Ehemalige Zehntscheune „Haus des Gastes“                                       | Ehemalige Zehntscheune „Haus des Gastes“                                       | Burgring 14 LageFlur: 1, Flurstück: 25 |                                                                                    | | 129210 DDB |
| Ehemalige Burg der Herren von Milchling gen. Schutzbar                         | Ehemalige Burg der Herren von Milchling gen. Schutzbar                         | Burgring 14 LageFlur: 1, Flurstück: 25, 26/1 |                                                                                    | Ab 12. Jahrhundert                                                                                                | 129213 DDB |
| weitere Bilder                                                                 | Gebetsnischen in der Stadtmauer                                                | Burgring (Kerbeswinkel) LageFlur: 3, Flurstück: 7/1 |                                                                                    | | 129253 DDB |
| weitere Bilder                                                                 |                                                                                | Burgstraße 2, 4, 6, 8, 10, 12 LageFlur: 31, Flurstück: 65, 66, 67, 68, 69, 70 |                                                                                    | 1926 | 127808 DDB |
| weitere Bilder                                                                 |                                                                                | Burgstraße 7 LageFlur: 2, Flurstück: 28 |                                                                                    | | 129214 DDB |
| weitere Bilder                                                                 |                                                                                | Burgstraße 15, 16a LageFlur: 2, Flurstück: 40/1, 40/2 |                                                                                    | Um 1910 | 129215 DDB |
|                                                                                |                                                                                | Burgstraße 19 LageFlur: 2, Flurstück: 36 |                                                                                    | | 129216 DDB |
| weitere Bilder                                                                 | Fachwerkhaus                                                                   | Enggasse 3 LageFlur: 1, Flurstück: 158,159 |                                                                                    | 1606 | 129217 DDB |
| weitere Bilder                                                                 |                                                                                | Faulhaber Straße 7 LageFlur: 34, Flurstück: 91 |                                                                                    | 1845 | 129218 DDB |
| weitere Bilder                                                                 |                                                                                | Faulhaber Straße 11 LageFlur: 34, Flurstück: 87 |                                                                                    | 1845 | 129219 DDB |
| Mariensäule                                                                    | Mariensäule                                                                    | Frankfurter Straße 1 LageFlur: 2, Flurstück: 57/3 |                                                                                    | 19. Jahrhundert                                                                                                   | 129220 DDB |
| weitere Bilder                                                                 | Hospital und Erweiterungsbau, heute Rathaus                                    | Frankfurter Straße 2, 2a LageFlur: 2, Flurstück: 48 |                                                                                    | März 1840 Einweihung                                                                                              | 127809 DDB |
| weitere Bilder                                                                 | Ehemaliger Faulhaber‘scher Freihof                                             | Freihof 1, 2 und 6 LageFlur: 3, Flurstück: 77, 86, 87 |                                                                                    | Ab 1360 | 127810 DDB |
| weitere Bilder                                                                 |                                                                                | Freihof 1 LageFlur: 3, Flurstück: 77, 86, 87 |                                                                                    | 1778 | 127810 DDB |
| weitere Bilder                                                                 |                                                                                | Freihof 2 LageFlur: 3, Flurstück: 77, 86, 87 |                                                                                    | 1576 | 127810 DDB |
| weitere Bilder                                                                 |                                                                                | Freihof 6 LageFlur: 3, Flurstück: 77, 86, 87 |                                                                                    | 1734 | 127810 DDB |
| Bild gesucht BW                                                                | Hotel Wegscheide                                                               | Geißberg (L3199) LageFlur: 62, Flurstück: 12 |                                                                                    | 1926 | 128201 DDB |
|                                                                                |                                                                                | Gretenbachstraße 5 LageFlur: 4, Flurstück: 112 |                                                                                    | nach 1852 | 129221 DDB |
|                                                                                |                                                                                | Gretenbachstraße 7 LageFlur: 4, Flurstück: 114 |                                                                                    | Um 1860 | 129222 DDB |
| Salzgrafenhaus                                                                 | Salzgrafenhaus                                                                 | Gretenbachstraße 15 LageFlur: 4, Flurstück: 153 |                                                                                    | 1695 | 127811 DDB |
| weitere Bilder                                                                 |                                                                                | Gutenbergstraße 2 LageFlur: 1, Flurstück: 162 |                                                                                    | Um 1860 | 129223 DDB |
| weitere Bilder                                                                 |                                                                                | Gutenbergstraße 6 LageFlur: 4, Flurstück: 111 |                                                                                    | | 129224 DDB |
| weitere Bilder                                                                 |                                                                                | Gutenbergstraße 8 LageFlur: 4, Flurstück: 113 |                                                                                    | Um 1860 | 129225 DDB |
|                                                                                |                                                                                | Gutenbergstraße 10 LageFlur: 4, Flurstück: 116 |                                                                                    | Um 1860 | 129226 DDB |
| weitere Bilder                                                                 |                                                                                | Gutenbergstraße 13 LageFlur: 4, Flurstück: 166 |                                                                                    | | 127812 DDB |
|                                                                                |                                                                                | Gutenbergstraße 14 LageFlur: 4, Flurstück: 118 |                                                                                    | Um 1860 | 129227 DDB |
|                                                                                |                                                                                | Gutenbergstraße 17 LageFlur: 4, Flurstück: 172 |                                                                                    | Um 1860 | 129228 DDB |
|                                                                                |                                                                                | Gutenbergstraße 19 LageFlur: 4, Flurstück: 176 |                                                                                    | Um 1860 | 129230 DDB |
|                                                                                |                                                                                | Gutenbergstraße 22 LageFlur: 4, Flurstück: 131/2 |                                                                                    | Um 1860 | 129229 DDB |
|                                                                                |                                                                                | Gutenbergstraße 27 LageFlur: 4, Flurstück: 131/2 |                                                                                    | 18./19. Jahrhundert                                                                                               | 129231 DDB |
| weitere Bilder                                                                 | Jägerskreuz                                                                    | Haberstal LageFlur: 57, Flurstück: 3 |                                                                                    | 1727 | 129323 DDB |
| Ehemaliges Forsthaus                                                           | Ehemaliges Forsthaus                                                           | Haberstalstraße 2 LageFlur: 8, Flurstück: 24 |                                                                                    | 19. Jahrhundert                                                                                                   | 127813 DDB |
|                                                                                |                                                                                | Haberstalstraße 5 LageFlur: 8, Flurstück: 84/2 |                                                                                    | Um 1900 | 129317 DDB |
| Bild gesucht BW                                                                | Wohnhaus                                                                       | Haselmühle LageFlur: 52, Flurstück: 54 | ehemals Haselmühle, auch Hintere Mühle (Letzte Mühle, Reinhard‘sche Mühle) genannt | | 129319 DDB |
| weitere Bilder                                                                 | Sogenanntes Patrizierhaus                                                      | Hauptstraße 28 LageFlur: 4, Flurstück: 355 |                                                                                    | 1611 | 127814 DDB |
| weitere Bilder                                                                 | Sogenanntes Patrizierhaus, ehemals Gasthaus Zum braunen Hirsch                 | Hauptstraße 30 LageFlur: 4, Flurstück: 354 |                                                                                    | 1607 | 127815 DDB |
|                                                                                |                                                                                | Hauptstraße 47 LageFlur: 4, Flurstück: 99 |                                                                                    | Um 1900 | 129233 DDB |
| Ehemalige „Martinusdrogerie“                                                   | Ehemalige „Martinusdrogerie“                                                   | Hauptstraße 54 LageFlur: 4, Flurstück: 273/1 |                                                                                    | 1785 | 127816 DDB |
| weitere Bilder                                                                 | Ehemalige Koch‘sche Apotheke                                                   | Hauptstraße 69 LageFlur: 4, Flurstück: 258 | Siehe auch Franz Leopold Koch                                                      | 1811/12 | 127817 DDB |
| weitere Bilder                                                                 | Umfassungsmauer des ehemaligen Gartens des Freihofs                            | Heppengasse LageFlur: 3, Flurstück: 101/2 |                                                                                    | 1596 | 129254 DDB |
| weitere Bilder                                                                 |                                                                                | Heppengasse 4, 6, 8 LageFlur: 3, Flurstück: 94, 96–98 |                                                                                    | 19. Jahrhundert                                                                                                   | 129234 DDB |
| weitere Bilder                                                                 | Fachwerkhaus                                                                   | Heppengasse 12/14 LageFlur: 3, Flurstück: 115,116 |                                                                                    | 1709 | 129235 DDB |
| weitere Bilder                                                                 | Doppelwohnhaus                                                                 | Heppengasse 16/18 LageFlur: 3, Flurstück: 117,118 |                                                                                    | 1743 | 129236 DDB |
| weitere Bilder                                                                 | Hofreite                                                                       | Heppengasse 21, 23 a LageFlur: 3, Flurstück: 198,202–204 |                                                                                    | 18./19. Jahrhundert                                                                                               | 127818 DDB |
|                                                                                |                                                                                | Heppengasse 27 LageFlur: 3, Flurstück: 225 |                                                                                    | 19. Jahrhundert                                                                                                   | 129237 DDB |
| weitere Bilder                                                                 | Fachwerkhaus                                                                   | Heppengasse 28 LageFlur: 3, Flurstück: 125 |                                                                                    | 18. Jahrhundert                                                                                                   | 129238 DDB |
|                                                                                |                                                                                | Heppengasse 38 LageFlur: 3, Flurstück: 131 |                                                                                    | 18. Jahrhundert                                                                                                   | 129239 DDB |
| weitere Bilder                                                                 | Hofanlage                                                                      | Heppengasse 40, 44, 42 LageFlur: 3, Flurstück: 133, 134, 135 |                                                                                    | 19. Jahrhundert                                                                                                   | 127819 DDB |
|                                                                                |                                                                                | Heppengasse 68 LageFlur: 3, Flurstück: 147–150 |                                                                                    | 17./18. Jahrhundert                                                                                               | 129240 DDB |
|                                                                                |                                                                                | Hubertusstraße 2 LageFlur: 1, Flurstück: 252/1 |                                                                                    | Um 1900 | 129241 DDB |
| Bildstock Hartmannsheiligen                                                    | Bildstock Hartmannsheiligen                                                    | Hühnerberg LageFlur: 21, Flurstück: 13 |                                                                                    | 1733 oder 1737 | 129322 DDB |
| Bild gesucht BW                                                                | Jagdhaus Haselruhe                                                             | Jagdhaus Haselruhe LageFlur: 54, Flurstück: 59/1 |                                                                                    | 1907 | 129318 DDB |
|                                                                                |                                                                                | Jahnstraße 6–8 LageFlur: 67, Flurstück: 112–114 |                                                                                    | Um 1910 | 129242 DDB |
| Gästehaus Mignon                                                               | Gästehaus Mignon                                                               | Jahnstraße 10 LageFlur: 67, Flurstück: 115/1 |                                                                                    | Um 1910 | 129243 DDB |
| weitere Bilder                                                                 |                                                                                | Jahnstraße 13 LageFlur: 67, Flurstück: 216/1 |                                                                                    | 1909 | 129244 DDB |
| weitere Bilder                                                                 |                                                                                | Jahnstraße 20 LageFlur: 67, Flurstück: 124/127 |                                                                                    | Um 1927 | 129245 DDB |
| weitere Bilder                                                                 |                                                                                | Jahnstraße 22 LageFlur: 67, Flurstück: 130 |                                                                                    | 1927 | 129246 DDB |
| weitere Bilder                                                                 |                                                                                | Jahnstraße 29 LageFlur: 67, Flurstück: 206/2 |                                                                                    | Um 1905 | 129247 DDB |
| weitere Bilder                                                                 |                                                                                | Jahnstraße 31, 31 a LageFlur: 7, Flurstück: 22,25 |                                                                                    | 20. Jahrhundert                                                                                                   | 129248 DDB |
| Fachwerkhaus                                                                   | Fachwerkhaus                                                                   | Jössertorstraße 6 LageFlur: 4, Flurstück: 102/1 |                                                                                    | 17. Jahrhundert                                                                                                   | 128229 DDB |
| Sachteil Torbogen                                                              | Sachteil Torbogen                                                              | Jössertorstraße neben Nr. 9 LageFlur: 4, Flurstück: 7/8 |                                                                                    | 16. Jahrhundert                                                                                                   | 128228 DDB |
| Grenzstein                                                                     | Grenzstein                                                                     | Jössertorstraße (Ecke Gutenbergstraße) LageFlur: 4, Flurstück: 7/8 |                                                                                    | | 129232 DDB |
|                                                                                |                                                                                | Kanalstraße 4/6 LageFlur: 3, Flurstück: 39,40 |                                                                                    | 1709 | 127823 DDB |
| weitere Bilder                                                                 |                                                                                | Kanalstraße 11 LageFlur: 4, Flurstück: 356, 357, 358, 359, 360 |                                                                                    | 1480 | 127820 DDB |
| Ehemalige Schmiede                                                             | Ehemalige Schmiede                                                             | Kanalstraße 38 LageFlur: 3, Flurstück: 180,182 |                                                                                    | 18. Jahrhundert                                                                                                   | 127821 DDB |
| Ehemalige Kinderheilanstalt der Brüder Hufnagel                                | Ehemalige Kinderheilanstalt der Brüder Hufnagel                                | Kanalstraße 44 LageFlur: 3, Flurstück: 181 |                                                                                    | 18. Jh. | 127822 DDB |
|                                                                                |                                                                                | Kanalstraße 60 LageFlur: 3, Flurstück: 303 |                                                                                    | Um 1800 | 129251 DDB |
|                                                                                |                                                                                | Kanalstraße 62/64 LageFlur: 3, Flurstück: 305 |                                                                                    | 18. Jahrhundert                                                                                                   | 129252 DDB |
| Bild gesucht BW                                                                | Sogenannter Ackerbildstock                                                     | Kirchbaum (L 3199 an der Abzweigung zum Wintersberg) LageFlur: 62, Flurstück: 8 |                                                                                    | Um 1888 | 129325 DDB |
| Fachwerkhaus                                                                   | Fachwerkhaus                                                                   | Kirchgasse 1 LageFlur: 3, Flurstück: 29 |                                                                                    | Um 1700 | 127824 DDB |
| Fachwerkhaus                                                                   | Fachwerkhaus                                                                   | Kirchgasse 3 LageFlur: 3, Flurstück: 28 |                                                                                    | 1669 | 127825 DDB |
| Fachwerkhaus                                                                   | Fachwerkhaus                                                                   | Kirchgasse 4 LageFlur: 1, Flurstück: 96/1 |                                                                                    | 19. Jahrhundert                                                                                                   | 129255 DDB |
| Fachwerkhaus                                                                   | Fachwerkhaus                                                                   | Kirchgasse 5 LageFlur: 3, Flurstück: 27/1 |                                                                                    | 18. Jahrhundert                                                                                                   | 127826 DDB |
|                                                                                |                                                                                | Kirchgasse 6 LageFlur: 1, Flurstück: 112 |                                                                                    | Um 1800 | 129256 DDB |
|                                                                                |                                                                                | Kirchgasse 8 LageFlur: 1, Flurstück: 113 |                                                                                    | 18. Jahrhundert                                                                                                   | 129257 DDB |
| Fachwerkhaus                                                                   | Fachwerkhaus                                                                   | Kirchgasse 9/11 LageFlur: 3, Flurstück: 24,25 |                                                                                    | 1671 | 127828 DDB |
| Fachwerkhaus                                                                   | Fachwerkhaus                                                                   | Kirchgasse 10/12 LageFlur: 1, Flurstück: 65,67,68 |                                                                                    | 1706 | 127829 DDB |
| Fachwerkhaus                                                                   | Fachwerkhaus                                                                   | Kirchgasse 14 LageFlur: 1, Flurstück: 69 |                                                                                    | 18. Jahrhundert                                                                                                   | 129258 DDB |
|                                                                                |                                                                                | Kirchgasse 16 LageFlur: 1, Flurstück: 71 |                                                                                    | 1726 | 129259 DDB |
|                                                                                |                                                                                | Kirchgasse 17 LageFlur: 3, Flurstück: 19/2 |                                                                                    | 1663 | 129260 DDB |
|                                                                                |                                                                                | Kirchgasse 18 LageFlur: 1, Flurstück: 47 |                                                                                    | 19. Jahrhundert                                                                                                   | 129261 DDB |
|                                                                                |                                                                                | Kirchgasse 23 LageFlur: 3, Flurstück: 17/3 |                                                                                    | 17./18. Jahrhundert                                                                                               | 127827 DDB |
| Bild gesucht BW                                                                | Wasserwerk                                                                     | Klöffelberg LageFlur: 60, Flurstück: 12 | Wasserhochbehälter in Sandsteinbossen um 1914                                      | Um 1914 | 129328 DDB |
| Bild gesucht BW                                                                | Küppelsmühle, heute Sanatorium                                                 | Küppelsmühle LageFlur: 8, Flurstück: 107/2, 108, 109, 110 |                                                                                    | | 127830 DDB |
| Sanatoriumsgebäude                                                             | Sanatoriumsgebäude                                                             | Küppelsmühle Lage |                                                                                    | | 127830 DDB |
| Nebengebäude der alten Mühle                                                   | Nebengebäude der alten Mühle                                                   | Küppelsmühle Lage |                                                                                    | | 127830 DDB |
| Historistisches Wohnhaus                                                       | Historistisches Wohnhaus                                                       | Küppelsmühle Lage |                                                                                    | | 127830 DDB |
| Annenhof                                                                       | Annenhof                                                                       | Küppelsmühle Lage |                                                                                    | | 127830 DDB |
| Bild gesucht BW                                                                | Liegehalle, Kapelle                                                            | Küppelsmühle Lage |                                                                                    | | 127830 DDB |
| weitere Bilder                                                                 | Sachgesamtheit Kurpark                                                         | Kurpark, Horststraße 1, Horststraße 3, Lindenallee, Salinenstraße, Salinenstraße 1 LageFlur: 6, 7, Flurstück: 100, 12/1, 13, 14, 15/2, 15/4, 15/5, 99, 150/1, 150/2, 151, 152, 153, 154, 17/10, 17/11, 17/12, 17/4, 17/8, 18, 3/1, 50/2, 51/1 |                                                                                    | Ab 1900 | 127831 DDB |
| weitere Bilder                                                                 | Lesehalle                                                                      | Kurpark LageFlur: 6, Flurstück: 15/1 |                                                                                    | 1927 | 127831 DDB |
| weitere Bilder                                                                 | Konzerthalle                                                                   | Kurpark LageFlur: 7, Flurstück: 50/2 |                                                                                    | 1956–58 | 127831 DDB |
| weitere Bilder                                                                 | Musikpavillon                                                                  | Kurpark LageFlur: 7, Flurstück: 50/2 |                                                                                    | | 127831 DDB |
| weitere Bilder                                                                 | Salinenhaus und Gradierwerk                                                    | Kurpark LageFlur: 6, Flurstück: 15/1 |                                                                                    | 1900 | 127831 DDB |
| Ehemaliges Hotel Kaiser Friedrich, später Haus Elisabeth                       | Ehemaliges Hotel Kaiser Friedrich, später Haus Elisabeth                       | Kurparkstraße 1 LageFlur: 6, Flurstück: 102 |                                                                                    | Um 1910 | 129262 DDB |
| Ehemalige Salinenverwaltung, ehemaliges Rathaus                                | Ehemalige Salinenverwaltung, ehemaliges Rathaus                                | Kurparkstraße 2 LageFlur: 6, Flurstück: 99 |                                                                                    | Um 1770 | 129263 DDB |
| weitere Bilder                                                                 |                                                                                | Kurparkstraße 3 LageFlur: 6, Flurstück: 106 |                                                                                    | Um 1910 | 127833 DDB |
| weitere Bilder                                                                 | „Villa Hubertus“                                                               | Kurparkstraße 5 LageFlur: 6, Flurstück: 108 |                                                                                    | Um 1900 | 129264 DDB |
|                                                                                |                                                                                | Kurparkstraße 15 LageFlur: 6, Flurstück: 119/3 |                                                                                    | 1906 | 127834 DDB |
| weitere Bilder                                                                 |                                                                                | Kurparkstraße 27 LageFlur: 7, Flurstück: 30/2 |                                                                                    | 1920er | 129265 DDB |
| weitere Bilder                                                                 |                                                                                | Kurparkstraße 29 LageFlur: 7, Flurstück: 32 |                                                                                    | 1926/27 | 129266 DDB |
| weitere Bilder                                                                 | Ehemalige Hasel- oder Lauzenmühle                                              | Lauzenstraße 8 LageFlur: 34, Flurstück: 270/1 |                                                                                    | Um 1770 | 127835 DDB |
| weitere Bilder                                                                 |                                                                                | Ludwig-Schmank-Straße 2 LageFlur: 67, Flurstück: 104 |                                                                                    | 19. Jahrhundert                                                                                                   | 129268 DDB |
| weitere Bilder                                                                 |                                                                                | Ludwig-Schmanck-Straße 4 LageFlur: 6, Flurstück: 185 |                                                                                    | Um 1930 | 129269 DDB |
|                                                                                |                                                                                | Ludwig-Schmanck-Straße 19 LageFlur: 6, Flurstück: 93 |                                                                                    | 19. Jahrhundert                                                                                                   | 129270 DDB |
| weitere Bilder                                                                 |                                                                                | Ludwigstraße 19a LageFlur: 34, Flurstück: 113 |                                                                                    | Um 1839 | 127836 DDB |
| Wegkreuz                                                                       | Wegkreuz                                                                       | Ludwigstraße (K 887) (bei Nr. 70) LageFlur: 33, Flurstück: 357/2 |                                                                                    | 1830er | 129267 DDB |
| Marktbrunnen                                                                   | Marktbrunnen                                                                   | Marktplatz LageFlur: 3, Flurstück: 5/1 |                                                                                    | 1858/59 | 127837 DDB |
|                                                                                |                                                                                | Marktplatz 1 LageFlur: 1, Flurstück: 147 |                                                                                    | 19. Jahrhundert                                                                                                   | 129271 DDB |
|                                                                                |                                                                                | Marktplatz 3 LageFlur: 1, Flurstück: 137/1 |                                                                                    | Um 1800 | 128204 DDB |
| Sachteil Fassade                                                               | Sachteil Fassade                                                               | Marktplatz 4/6 LageFlur: 3, Flurstück: 30/10 |                                                                                    | 17. Jahrhundert                                                                                                   | 127838 DDB |
|                                                                                |                                                                                | Marktplatz 5 LageFlur: 4, Flurstück: 135/1 |                                                                                    | 1664 | 129272 DDB |
|                                                                                |                                                                                | Marktplatz 10 LageFlur: 3, Flurstück: 31 |                                                                                    | 19. Jahrhundert                                                                                                   | 129273 DDB |
| Ehemalige Lateinschule                                                         | Ehemalige Lateinschule                                                         | Martin-Luther-Straße 7 LageFlur: 67, Flurstück: 315 |                                                                                    | 1901–03 | 129274 DDB |
| „Haus Hindenburg“                                                              | „Haus Hindenburg“                                                              | Martin-Luther-Straße 16 LageFlur: 67, Flurstück: 326/1, 328/2 |                                                                                    | 20. Jahrhundert                                                                                                   | 129289 DDB |
| Sogenanntes Henkershaus                                                        | Sogenanntes Henkershaus                                                        | Meistergasse 18 LageFlur: 5, Flurstück: 14/5 |                                                                                    | 1707 | 127839 DDB |
| Bild gesucht BW                                                                | „Franzosenstein“                                                               | Molkenberg, Drei Birken Lage |                                                                                    | 1808 | 129321 DDB |
| Bild gesucht BW                                                                | Wartturm                                                                       | Molkenberg LageFlur: 14, Flurstück: 420 |                                                                                    | 19. Jahrhundert                                                                                                   | 129320 DDB |
| Lourdesgrotte unterhalb der Schule                                             | Lourdesgrotte unterhalb der Schule                                             | Molkenberg LageFlur: 12, Flurstück: 467/14 |                                                                                    | 1894 | 129211 DDB |
| weitere Bilder                                                                 | Obertor und ehemaliges Gefängnis                                               | Molkenbergstraße 6 LageFlur: 3, Flurstück: 154 |                                                                                    | | 127842 DDB |
| weitere Bilder                                                                 | Wohnhaus                                                                       | Molkenbergstraße 8 LageFlur: 3, Flurstück: 132/1 |                                                                                    | Eingeschossiges Fachwerkgebäude, erste Hälfte 20. Jahrhundert, auf dem Gelände des ehemaligen jüdischen Friedhofs | 129208 DDB |
| Bild gesucht BW                                                                | Ehemaliges Werkstattgebäude                                                    | Obertorstraße LageFlur: 3, Flurstück: 232/1 |                                                                                    | | 129250 DDB |
| Historisches Gasthaus                                                          | Historisches Gasthaus                                                          | Obertorstraße 6 LageFlur: 3, Flurstück: 234 |                                                                                    | Um 1500 | 127840 DDB |
|                                                                                |                                                                                | Obertorstraße 8 LageFlur: 3, Flurstück: 145 |                                                                                    | 17. Jahrhundert                                                                                                   | 127841 DDB |
|                                                                                |                                                                                | Obertorstraße 14 LageFlur: 3, Flurstück: 152 |                                                                                    | 18. Jahrhundert                                                                                                   | 129290 DDB |
| weitere Bilder                                                                 | Flusslauf der Orb mit Brücken                                                  | Orb LageFlur: 4, 6, Flurstück: 14, 79 |                                                                                    | | 129295 DDB |
|                                                                                |                                                                                | Pfarrgasse 11 LageFlur: 1, Flurstück: 111 |                                                                                    | Um 1800 | 129291 DDB |
| Ehemaliges Rentamt                                                             | Ehemaliges Rentamt                                                             | Pfarrgasse 22 LageFlur: 1, Flurstück: 26/1 |                                                                                    | 1795 | 129292 DDB |
| weitere Bilder                                                                 | „Gerberhaus“                                                                   | Quellenring 1 LageFlur: 4, Flurstück: 200/1 |                                                                                    | 1810 | 129296 DDB |
| weitere Bilder                                                                 |                                                                                | Quellenring 3 LageFlur: 4, Flurstück: 201 |                                                                                    | 18. Jahrhundert                                                                                                   | 129297 DDB |
| Bild gesucht BW                                                                | Wasserkraftwerk                                                                | Roßhöhle LageFlur: 10, Flurstück: 65 |                                                                                    | 1901 | 129306 DDB |
| weitere Bilder                                                                 |                                                                                | Rotahornallee 1 LageFlur: 7, Flurstück: 110 |                                                                                    | 1900er | 129299 DDB |
| weitere Bilder                                                                 | Ehemaliges Zollhaus                                                            | Salinenstraße 10 LageFlur: 6, Flurstück: 96/1 |                                                                                    | Um 1819 | 127832 DDB |
| Polizeistation, ehemaliges Amtsgericht                                         | Polizeistation, ehemaliges Amtsgericht                                         | Sauerbornstraße 2 LageFlur: 6, Flurstück: 35/1 |                                                                                    | 1821/22 | 127843 DDB |
|                                                                                |                                                                                | Sauerbornstraße 8 LageFlur: 4, Flurstück: 43/4 |                                                                                    | Um 1800 | 129300 DDB |
| Doppelwohnhaus, ehemalige Villa Erika und Villa Iris                           | Doppelwohnhaus, ehemalige Villa Erika und Villa Iris                           | Sauerbornstraße 11/13 LageFlur: 4, Flurstück: 87/88, 89/90 |                                                                                    | Um 1900 | 129301 DDB |
|                                                                                |                                                                                | Sauerbornstraße 18 LageFlur: 6/7, Flurstück: 56/1 |                                                                                    | Um 1910 | 129302 DDB |
| Jüdischer Friedhof                                                             | Jüdischer Friedhof                                                             | Schaftrieb (Rhönstraße) LageFlur: 35, Flurstück: 178 |                                                                                    | 1932 | 129298 DDB |
| Sachgesamtheit Kinderdorf Wegscheide mit Friedhof der Kriegsflüchtlinge        | Sachgesamtheit Kinderdorf Wegscheide mit Friedhof der Kriegsflüchtlinge        | Schullandheim Wegscheide, Wegscheidküppel, L3199, Geißberg LageFlur: 62, Flurstück: 11, 12, 2, 8 |                                                                                    | | 129326 DDB |
| Bild gesucht BW                                                                | Sogenannte Russenfriedhof                                                      | Schweinestall (Wegscheide, L2905) Lage |                                                                                    | 1957/58 | 129327 DDB |
|                                                                                |                                                                                | Solgasse 9/11 LageFlur: 4, Flurstück: 327,328 |                                                                                    | Um 1700 | 129303 DDB |
| Ehemalige Synagoge/Mikwe                                                       | Ehemalige Synagoge/Mikwe                                                       | Solplatz 1 LageFlur: 4, Flurstück: 340,341 |                                                                                    | 1870/71 | 127845 DDB |
| weitere Bilder                                                                 |                                                                                | Spessartstraße 2 LageFlur: 7, Flurstück: 169/1 |                                                                                    | 20. Jahrhundert                                                                                                   | 129304 DDB |
| Villa                                                                          | Villa                                                                          | Spessartstraße 10 LageFlur: 7, Flurstück: 176 |                                                                                    | | 844116 DDB |
|                                                                                |                                                                                | Villbacher Straße 14 LageFlur: 7, Flurstück: 109 |                                                                                    | Um 1910 | 129307 DDB |
| Bild gesucht BW                                                                |                                                                                | Wemm (Wanderweg zwischen Bad Orb und Hausen) LageFlur: 44, Flurstück: 133 |                                                                                    | | 129329 DDB |
| weitere Bilder                                                                 | Sachteil Spolie                                                                | Wendelinusstraße 2 LageFlur: 4, Flurstück: 217 |                                                                                    | 1582 | 127846 DDB |
|                                                                                |                                                                                | Wendelinusstraße 3/5 LageFlur: 5, Flurstück: 28 |                                                                                    | 17. Jahrhundert                                                                                                   | 129308 DDB |
|                                                                                |                                                                                | Wendelinusstraße 8 LageFlur: 5, Flurstück: 41 |                                                                                    | 19. Jahrhundert                                                                                                   | 129309 DDB |
| weitere Bilder                                                                 |                                                                                | Wendelinusstraße 10 LageFlur: 5, Flurstück: 43 |                                                                                    | | 129310 DDB |
|                                                                                |                                                                                | Wendelinusstraße 18 LageFlur: 5, Flurstück: 47,48 |                                                                                    | 18. Jahrhundert                                                                                                   | 844117 DDB |
| weitere Bilder                                                                 | Brunnentempel der Philippsquelle                                               | Würzburger Straße LageFlur: 4, Flurstück: 9 |                                                                                    | 1958 | 129294 DDB |
| Verwaltungsbau der Spessartklinik, „Hufnagelhaus“, ehemalige Kinderheilanstalt | Verwaltungsbau der Spessartklinik, „Hufnagelhaus“, ehemalige Kinderheilanstalt | Würzburger Straße 7 LageFlur: 68, Flurstück: 85/3 |                                                                                    | 1885 | 129311 DDB |
| Doppelwohnhaus, ehemaliges „Haus Quisisana“                                    | Doppelwohnhaus, ehemaliges „Haus Quisisana“                                    | Würzburger Straße 34/36 LageFlur: 67, Flurstück: 201/202 |                                                                                    | 1907 | 127849 DDB |
| Evangelische Lutherkirche                                                      | Evangelische Lutherkirche                                                      | Würzburger Straße 41 LageFlur: 67, Flurstück: 336 |                                                                                    | 1902/03 | 129313 DDB |
|                                                                                |                                                                                | Würzburger Straße 49 LageFlur: 67, Flurstück: 304 |                                                                                    | Um 1900 | 129314 DDB |
| Ehemaliges Haus Westfalen                                                      | Ehemaliges Haus Westfalen                                                      | Würzburger Straße 57 LageFlur: 67, Flurstück: 382 |                                                                                    | Um 1925 | 129315 DDB |

## Ehemalige Kulturdenkmäler
| Bild | Bezeichnung | Lage                                     | Beschreibung        | Bauzeit         | Objekt-Nr. |
| ---- | ----------- | ---------------------------------------- | ------------------- | --------------- | ---------- |
|      |             | Kanalstraße 1 LageFlur: 4, Flurstück: 28 | Gesamtanlagenobjekt | 18. Jahrhundert |            |

## Abgegangene Kulturdenkmäler
| Bild            | Bezeichnung | Lage                                          | Beschreibung | Bauzeit | Objekt-Nr. |
| --------------- | ----------- | --------------------------------------------- | ------------ | ------- | ---------- |
| Bild gesucht BW |             | Pfarrgasse 21/23 LageFlur: 1, Flurstück: 61/1 | abgerissen   | Um 1700 |            |